# Patrick M’Boma
Henri Patrick M'Boma Dem (Douala, 1970. november 15. –) kameruni labdarúgócsatár.

## Pályafutása
A kameruni válogatott színeiben részt vett az 1998-as és a 2002-es labdarúgó-világbajnokságon, illetve a 2000. évi nyári olimpiai játékokon, ahol a vezérletével aranyérmet nyertek. Ebben az évben a BBC és az Afrikai Labdarúgó-szövetség is őt választotta a „fekete kontinens” legjobb játékosának. 2001-ben ő lett az olasz labdarúgókupa gólkirálya négyes holtversenyben. A szezon után részt vett válogatottjával a 2001-es konföderációs kupán.

## Egyéni díjai
- Az év afrikai labdarúgója (2000)